# Anna Moffo
Anna Moffo (Wayne County (Pennsylvania), 27 juni 1932 – New York, 9 maart 2006) was een Amerikaanse sopraan.

## Levensloop
Anna Moffo werd geboren als dochter van Italiaanse emigranten. Ze studeerde literatuurwetenschap en muziek aan het Curtis Institute of Music in Philadelphia en kwam in 1953 ter vervolmaking van haar opleiding naar Italië voor studie aan de Universiteit van Perugia; tevens studeerde ze nog piano en zang aan de Accademia Nazionale di Santa Cecilia in Rome. Daar ook debuteerde ze aan de opera in 1955. Niet lang daarna volgden optredens aan het Teatro San Carlo in Napels en op grond van haar successen daar kreeg ze rollen aangeboden in La Scala in Milaan. Daarop volgden optredens in de Weense Staatsopera, in München, Spoleto en Parijs.
In 1957 zong ze de rol van Nanetta in Verdi’s Falstaff tijdens de Salzburger Festspiele en ze werd daar ook de volgende jaren uitgenodigd. In 1959 debuteerde ze in de New Yorkse Metropolitan Opera in Verdi’s La traviata. Verder ging het naar de operatheaters in Chicago, San Francisco en Buenos Aires. Een van haar glansrollen aan de Met was Mélisande in Debussy’s Pelléas et Mélisande met Ernest Ansermet nog als dirigent. Ook operette- en filmrollen waren haar niet vreemd; bovendien zong ze op de Italiaanse televisie wel populaire liedjes.
Na haar huwelijk met de filmregisseur Mario Lanfranchi trouwde zij met Robert W. Sarnoff, een van de RCA-directeuren.
Moffo was vooral bekend in Italië. Hier had zij van 1960 tot 1973 een eigen tv-programma.

## Discografie
- Bizet: Carmen in Carmen. O.l.v. Lorin Maazel. RCA 74321-25279-2. 1964
- Canteloube: Chants d’Auvergne. O.l.v. Leopold Stokowski. RCA 74321-24284-2. 1964
- Debussy: Songs of Debussy met Jean Casadesus, piano. RCA.
- Donizetti: Marie in Emilia de Liverpool. O.l.v. John Pritchard. Gala GL 100713.
- Donizetti: Marie in La fille du régiment. O.l.v. Franco Manino. Gala GL 100713.
- Donizetti: Lucia in Lucia di Lammermoor. O.l.v. Georges Prêtre. RCA GD 86504. 1965
- Gluck: Euridice in Orfeo ed Euridice. O.l.v. Renato Fasano. RCA GD 87896. 1991
- Humperdinck: Hänsel in Hänsel und Gretel. O.l.v. Kurt Eichhorn. RCA 74321-25281-2.
- Montemezzi: Fiora in Amor di trei re. O.l.v. Nino Santi. RCA 74321-50166-2. 1976
- Mozart: Susanna in Le nozze di Figaro. O.l.v. Carlo Maria Giulini. EMI 763.266-2. 1959
- Puccini: Mimi in La bohème. O.l.v. Erich Leinsdorf. RCA 09026-63179-2. 1961
- Puccini: Madama Butterfly in Madama Butterfly. O.l.v. Erich Leinsdorf. RCA GD 84145. 1957
- Puccini: Magda de Civry in La rondine. O.l.v. Francesco Molinari Pradelli. RCA GD 60459. 1966
- R. Strauss: Italiaanse sopraan in Capriccio. O.l.v. Wolfgang Sawallisch. EMI 567.394-2. 1957
- Verdi: Nanetta in Falstaff. O.l.v. Herbert von Karajan. EMI 567.083-2. 1956
- Verdi: Luisa in Luisa Miller. O.l.v. Fausto Cleva. RCA GD 86646. 1964
- Verdi: Gilda in Rigoletto. O.l.v. Georg Solti. RCA GD 86506. 1963
- Verdi: Violetta in La traviata. O.l.v. Fernando Previtali. RCA 09026-68885-2. 1960

Opnamen met sopraanaria’s van haar zijn verschenen als: EMI 767.015-2, RCA 09026-63530-2, 09026-63978-2, 74321-25817-2, Testament SBT 1193.
Verder waren ooit opnamen van Anno Moffo op elpee voorhanden waarin ze meewerkte aan Galuppi’s Il filosofo di campagna, Glucks Iphigenia in Aulis, Pergolesi’s La Serva Padrona en Johann Strauss’ Die Fledermaus.

## Filmografie
- Die Schöne Helena (1974)
- Lucia di Lammermoor (1971)
- Die Czardasfürstin (1971)
- Il Divorzio (1970)
- Concerto per pistola solista (1970)
- La Ragazza di nome Giulio (1970)
- The Adventurers (1970)
- Una Storia d'amore (1969)
- La Traviata (1967)
- Menage all'italiana (1965)
- Austerlitz (1960)
- La Sonnambula (1956)

- Bibsys: 2102994
- Biblioteca Nacional de España: XX1726061
- Bibliothèque nationale de France: cb13897589g (data)
- CiNii: DA11209505
- Gemeinsame Normdatei: 124181597
- International Standard Name Identifier: 0000 0001 0904 5246
- Library of Congress Control Number: n82216217
- Nationale Bibliotheek van Letland: 000094892
- MusicBrainz: 3d5f027f-fd2f-4a22-893a-7a41a1d839cd
- Nationale Bibliotheek van Tsjechië: xx0120601
- Nationale bibliotheek van Australië: 35203965
- Nationale Bibliotheek van Israël: 987007444949405171
- Nationale Bibliotheek van Polen: a0000001685319
- Nationale en Universitaire bibliotheek Zagreb: 000622732
- Nederlandse Thesaurus van Auteursnamen: 106618385
- Réseau des bibliothèques de Suisse occidentale: 02-A003601064
- Istituto Centrale per il Catalogo Unico: UBOV542294
- LIBRIS: 269838
- SNAC: w6v742sn
- Système universitaire de documentation: 156234610
- Trove: 863811
- Virtual International Authority File: 56797063
- WorldCat: E39PBJhxmXGRMcRQQjBcb7GbVC